# Rot Wichel
Rot Wichel är en bergstopp i Schweiz.   Den ligger i kantonen Uri, i den centrala delen av landet, 100 km öster om huvudstaden Bern. Toppen på Rot Wichel är 3 084 meter över havet.
Terrängen runt Rot Wichel är huvudsakligen bergig, men den allra närmaste omgivningen är kuperad. Närmaste större samhälle är Erstfeld, 13,6 km norr om Rot Wichel. 
Trakten runt Rot Wichel består i huvudsak av gräsmarker. Runt Rot Wichel är det glesbefolkat, med 11 invånare per kvadratkilometer.